# Ames (Iowa)
Ames è una città degli Stati Uniti d'America, nella Contea di Story dello Stato dello Iowa. Si trova a circa 50 chilometri dalla città di Des Moines, la capitale dello Stato.
È la più grande città della contea e al censimento del 2020 aveva una popolazione di 66 427 abitanti. Venne incorporata come municipalità nel 1864. Sebbene Ames sia la più grande città della contea di Story, la sede della contea si trova a Nevada, 13 chilometri più a est. Ames è anche la sede della Iowa State University. Inoltre vi si svolgono lo Ames Straw Poll, un'importante elezione primaria del Partito Repubblicano e i primi caucus del Partito Democratico e repubblicano.

## Storia
La città fu fondata nel 1864 come per via della linea ferroviaria Cedar Rapids e Missouri Railroad e prese il nome dal membro del Congresso statunitense del XIX secolo Oakes Ames del Massachusetts, che fu influente nella costruzione della ferrovia transcontinentale.
La cittadina è stata fondata dalla residente locale Cynthia Olive Duff (nata Kellogg) e dal magnate delle ferrovie John Insley Blair, vicino a un luogo ritenuto favorevole per un attraversamento ferroviario del fiume Skunk.